# Моапа-Ривер
Моапа-Ривер (англ. Moapa River Indian Reservation) — индейская резервация южных пайютов, расположенная в южной части штата Невада, США.

## История
Моапа являлись одной из 16 полукочевых автономных групп южных пайютов, проживающих в Большом Бассейне. В конце XVIII и начале XIX веков они торговали с испанцами, которые прибыли сюда из Калифорнии и Санта-Фе-де-Нуэво-Мехико, однако в этом районе не было построено ни одной миссии. В 1869 году власти Соединённых Штатов силой переселили южных пайютов в район современного города Моапа. Распоряжением президента США в 1872 году была создана индейская резервация для южных пайютов площадью примерно 10 101 км². Первоначально весь водораздел реки Моапа и земли вдоль реки Колорадо (часть территории сейчас находится под водохранилищем Мид) принадлежали группе моапа; однако в 1875 году их резервация была значительно сокращена до современных размеров.

## География
Резервация находится в северо-центральной части округа Кларк. Общая площадь Моапа-Ривер составляет 287,4 км². Штаб-квартира племени находится в городе Моапа.

## Демография
По данным федеральной переписи населения 2010 года, в резервации проживало 260 человек. Согласно федеральной переписи населения 2020 года в резервации проживало 234 человека, насчитывалось 99 домашних хозяйств и 97 жилых домов. Средний доход на одно домашнее хозяйство в индейской резервации составлял 34 821 доллар США. Около 34,9 % всего населения находились за чертой бедности, в том числе 44,2 % тех, кому ещё не исполнилось 18 лет, и 14,3 % старше 65 лет.
Расовый состав распределился следующим образом: белые — 17 чел., афроамериканцы — 0 чел., коренные американцы (индейцы США) — 171 чел., азиаты — 5 чел., океанийцы — 0 чел., представители других рас — 15 чел., представители двух или более рас — 26 человек; испаноязычные или латиноамериканцы любой расы составили 37 человек. Плотность населения составляла 0,81 чел./км².

## Комментарии
1. ↑  Сам город не входит в состав резервации, а является лишь штаб-квартирой племени.